# Герб Харківської області
Герб Харківської області — це символ, офіційна емблема області, в якому відображаються її історія, особливості та традиції. Затверджений рішенням VI сесії Харківської обласної ради XXIII скликання 11 травня 1999 року «Про затвердження символіки Харківської області»

## Опис

Герб Харківської губернії Російської імперії

Герб області - це геральдичний щит (чотирикутний, загострений до низу). На зеленому полі щита зображені: перехрещені золотий ріг достатку і кадуцей, жезл якого також золотий, а крила і змії — срібні. Щит обрамлений золотою каймою. Навколо гербового щита розташоване золоте дубове листя, обвите блакитною стрічкою. Щит увінчано стилізованим зображенням шестерні, з обох боків якої розташовані по два злакових колоси. На тлі шестірні подано книгу з символічним зображенням атомного ядра з електронними орбітами.
Пропорції герба — висота до ширини 8:7, закруглені частини герба являють собою 1/4 кола з радіусом кола рівним 1/8 висоти герба. Кадуцей та ріг достатку розміщуються на діагоналях умовного прямокутника геральдичного щита, перехрещуючись у його центрі.
Еталонний зразок герба знаходиться в Харківській обласній раді.

## Критика
В Україні унікальна ситуація, коли область і місто мають фактично ідентичний герб, спостерігається лише в Харківській області та місті Харкові. І щоб не порушувати норми геральдики, ці герби потребують розмежування.

## Див.також
- Прапор Харківської області